# Monumento natural de las Columnas Rocosas de Bodorna
El Monumento Natural de las Columnas Rocosas de Bodorna (en idioma georgiano: ბოდორნის სვეტი) es un pilar de roca con una altura de 15 m y un diámetro de 4 m cerca del pueblo Bodorna perteneciente al municipio de Dusheti,  en la región de Mtsjeta-Mtianeti de Georgia, a una distancia de 70-80 m de la autopista S3 (Georgia ) y a 813 m sobre el nivel del mar. El monumento natural se encuentra a unos 150-200 m de la iglesia de la Virgen María de Bodorna, construida en el siglo XVII, y domina el valle del Aragvi desde la orilla derecha del río en las laderas de la exposición oriental. Localmente está considerada torre natural se conoce como Tsotsola Rocky y se rumorea que tiene cierta semejanza con la figura del monje cristiano..

## Origen e historia
El origen del monumento no está completamente claro, ya que puede ser una denudación de un conglomerado neógeno o de adoquines cementados de forma natural conocidos como pináculo o chimenea de hadas que luego fue alterado por el hombre con fines de culto. Los estudios detallados de litoestratigrafía no están disponibles. En la base, la columna de roca tiene un diámetro de 4 m y la columna se estrecha gradualmente hacia la parte superior. Actualmente la superficie de la columna está cubierta de arbustos. La columna contiene una pequeña cueva con dos nichos, uno de muchos, que fueron utilizados como refugio por los primeros monjes cristianos en Georgia, posiblemente entre los siglos V - VII, y más tarde durante las invasiones timúridas de Georgia. Las Crónicas georgianas informa que los arqueros de Tamerlán descendieron de la columna con cuerdas y dispararon sus flechas a la cueva abarrotada. Las laderas cercanas tienen muchas cuevas artificiales similares diseminadas. Todo este complejo de cuevas goza de la misma protección que el monumento natural.